# NGC 1752
NGC 1752 este o galaxie spirală situată în constelația Eridanul. A fost descoperită în 30 decembrie 1861 de către Heinrich Louis d'Arrest. Se află la o distanță de 44,06 de megaparseci de Pământ.